# Schweizer Unihockeynationalmannschaft

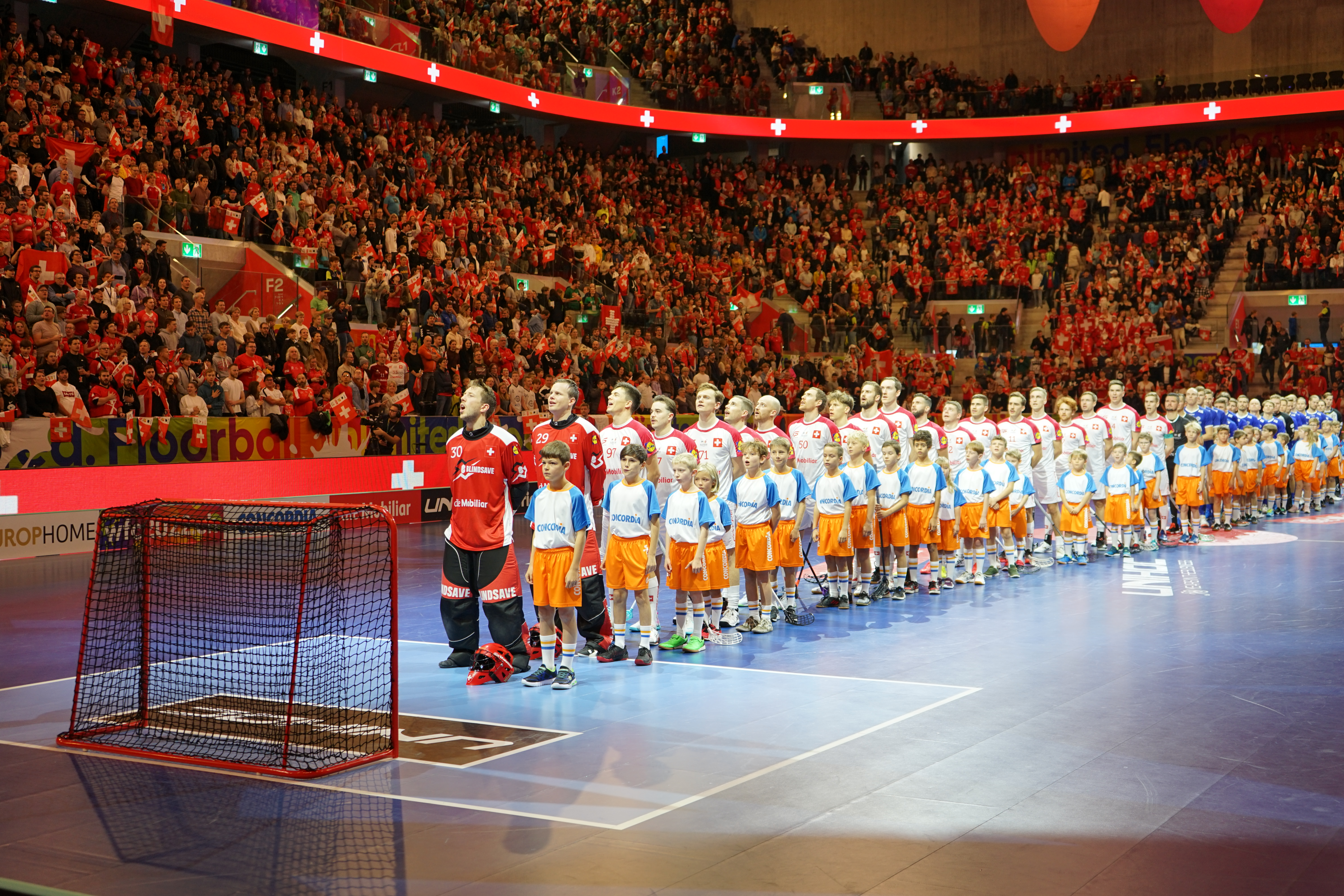
Die Nationalmannschaft an der WM 2022 in Zürich

Die Schweizer Unihockeynationalmannschaft präsentiert die Schweiz bei Länderspielen und internationalen Turnieren in der Sportart Unihockey. 1998 wurde die Mannschaft Vizeweltmeister.

## Geschichte
Neben Finnland und Schweden gilt die Schweiz als Geburtsland des Unihockeys. 1985 gründete sich der Nationalverband. Im Januar 1986 präsentierte sich die erstmals formierte Nationalmannschaft in einem vom UHC Winterthur-Eulach organisierten Turnier in Winterthur, dass sie gegen eine Bünder Auswahl, eine Innerschweizer Auswahl sowie den UHC Winterthur-Eulach gewann. Das erste Länderspiel fand am 14. Februar 1987 gegen Schweden statt (4:8 in Zürich). 1998 wurde die Mannschaft nach einem 3:10 im Finale gegen Schweden Vizeweltmeister. Danach gewann die Schweiz sechsmal die Bronzemedaille. Ihr schlechtestes WM-Ergebnis war der 5. Platz an der ersten Weltmeisterschaft (1996). An der Euro Floorball Tour 2017 in Kirchberg BE gelang es der Schweizer Unihockeynationalmannschaft erstmals Schweden zu bezwingen.
In der Schweiz sind 24'695 Unihockeyspieler registriert.
Schweizer Rekordnationalspieler ist Matthias Hofbauer mit 168 Spielen, gefolgt von Michael Zürcher (139) und Christoph Hofbauer (128). (Stand: Mai 2017)

## Platzierungen

### Weltmeisterschaften
| WM   | Austragungsort(e)                              | Rang     |
| ---- | ---------------------------------------------- | -------- |
| 1996 | Skellefteå, Uppsala, Stockholm                 | 5. Platz |
| 1998 | Brünn, Prag                                    | 2. Platz |
| 2000 | Drammen, Oslo, Sarpsborg                       | 3. Platz |
| 2002 | Helsinki                                       | 3. Platz |
| 2004 | Zürich, Kloten                                 | 4. Platz |
| 2006 | Helsingborg, Malmö, Botkyrka, Solna, Stockholm | 3. Platz |
| 2008 | Ostrava, Prag                                  | 3. Platz |
| 2010 | Helsinki, Vantaa                               | 4. Platz |
| 2012 | Zürich, Bern                                   | 3. Platz |
| 2014 | Göteborg                                       | 4. Platz |
| 2016 | Riga                                           | 3. Platz |
| 2018 | Prag                                           | 3. Platz |
| 2021 | Helsinki                                       | 4. Platz |
| 2022 | Zürich, Winterthur                             | 4. Platz |
| 2024 | Malmö                                          | 5. Platz |

### Europameisterschaften
| EM   | Austragungsort(e) | Rang     |
| ---- | ----------------- | -------- |
| 1994 | Helsinki          | 3. Platz |
| 1995 | Zürich            | 3. Platz |
| 2027 |                   |          |

### World Games
| WM   | Austragungsort(e) | Platz    |
| ---- | ----------------- | -------- |
| 2017 | Breslau           | 2. Platz |
| 2022 | Birmingham        | 5. Platz |
| 2025 | Chengdu           | 4. Platz |

### Euro Floorball Tour
| Jahr | Ausgabe  | Austragungsort | Rang     |
| ---- | -------- | -------------- | -------- |
| 2008 | November | Kuopio         | 3. Platz |
| 2009 | April    | Piteå          | 4. Platz |
| 2009 | November | Brno           | 4. Platz |
| 2010 | April    | Zürich         | 3. Platz |
| 2010 | November | Espoo          | 3. Platz |
| 2011 | April    | Linköping      | 3. Platz |
| 2011 | November | Brno           | 3. Platz |
| 2012 | April    | Bern           | 3. Platz |
| 2012 | November | Växjö          | 3. Platz |
| 2013 | April    | Tampere        | 4. Platz |
| 2013 | November | Schaffhausen   | 4. Platz |
| 2014 | April    | Česká Lípa     | 4. Platz |
| 2014 | November | Hämeenlinna    | 4. Platz |
| 2015 | April    | Sandviken      | 3. Platz |
| 2015 | November | Brno           | 2. Platz |
| 2016 | April    | Lausanne       | 3. Platz |
| 2016 | November | Växjö          | 3. Platz |
| 2017 | April    | Turku          | 3. Platz |
| 2017 | November | Kirchberg BE   | 3. Platz |

## Spieler und Trainer

### Aktuelle Spieler
| Nummer      | Jahrgang | Name                 | Verein                   |
| ----------- | -------- | -------------------- | ------------------------ |
| Goalie      |          |                      |                          |
| 29          | 1990     | Patrick Eder         | Floorball Köniz          |
| Verteidiger |          |                      |                          |
| 71          | 1999     | Jan Bürki            | FBC Kalmarsund           |
| 33          | 1990     | Luca Graf            | Floorball Köniz          |
| 25          | 1991     | Christoph Meier      | Grasshopper Club Zürich  |
| 4           | 1994     | Nils Conrad          | HC Rychenberg Winterthur |
| 7           | 1994     | Tobias Heller        | Grasshopper Club Zürich  |
| 2           | 1994     | Nicola Bischofberger | HC Rychenberg Winterthur |
| 26          | 1992     | Christoph Camenisch  | UHC Alligator Malans     |
| 24          | 1998     | Stefan Hutzli        | Floorball Köniz          |
| Stürmer     |          |                      |                          |
| 50          | 1987     | Patrick Mendelin     | Unihockey Basel Regio    |
| 57          | 1992     | Tim Braillard        | Alligator Malans         |
| 21          | 1992     | Paolo Riedi          | Grasshopper Club Zürich  |
| 22          | 1995     | Joël Rüegger         | Grasshopper Club Zürich  |
| 11          | 1993     | Manuel Maurer        | HC Rychenberg Winterthur |
| 6           | 1992     | Claudio Laely        | Grasshopper Club Zürich  |
| 61          | 1997     | Jan Zaugg            | Floorball Köniz          |
| 96          | 1996     | Dan Hartmann         | Alligator Malans         |
| 97          | 1997     | Michael Schiess      | UHC Waldkirch-St. Gallen |
| 34          | 1999     | Pascal Michel        | Floorball Köniz          |
|             | 2002     | Claudio Schmid       | UHC Uster                |

Stand: 5. April 2022

### Trainer
Der Nationaltrainer wird vom Schweizerischen Unihockey Verband Swiss Unihockey bestimmt. Er betreut mit seinen Assistenten die Nationalmannschaft und kann selbständig über die Nominationen von Spielern entscheiden. Aktueller Nationaltrainer ist Johan Schönbeck. Seine Assistenten sind Tatu Väänänen und Armin Brunner.